# En cas de problème
En cas de problème (titre original : What Could Possibly Go Wrong ?) est le sixième tome de la série littéraire Les Chroniques de St Mary, écrite par Jodi Taylor.
Le Docteur Maxwell alias Max doit s'occuper de la formation de cinq nouvelles recrues à St Mary pour qu'ils puissent les aider dans leurs "explorations des événements marquants dans leur contexte contemporain".

## Nouveaux personnages
La Docteur Maxwell est devenue directrice de la formation. Elle doit s'occuper de former les cinq nouvelles recrues.
Phil Artheton est assez discret. Il est le pacificateur des apprentis
Laurence Hoyle est très sérieux et trouvent que les gens de St Mary sont des gamins qui ne devraient pas avoir accès à leur technologie. On apprend qu'il a rejoint St Mary pour sauver Richard III, son ancêtre.
Constance Lingoss est une apprentie au look atypique et portant une crête. Elle commence en tant qu'apprentie historienne mais finit par vouloir intégrer le R&D du Professeur Rapson.
Elizabeth Sykes est surnommée la psychopathe par la Sécurité car elle n'a aucun problème à défier l'autorité.
Celia North est considérée comme une fille parfaite par Maxwell. Elle préfère travailler seule et prévoir scrupuleusement see missions au début mais finit par comprendre que l'improvisation est aussi une source de réussite.

## Résumé
Maxwell doit présenter son programme de formation des nouvelles recrues au Dr Bairstow. Elle décide de mettre en place quelques changements afin de les envoyer plus rapidement dans le passé sur le terrain. Bairstow approuve et présente à Maxwell les cinq jeunes : M. Artheton, M. Hoyle, Mlle Lingoss, Mlle Sykes et Mlle North.
À l'arrivée de ces derniers à St Mary, il découvre le quotidien particulier de ces résidents. Le Pr Rapson ayant confondu livres et kilogrammes a mené M. Bashford à mettre des chaussures brûlantes, semant la zizanie. Après avoir résolu le problème, Maxwell leur explique les principes de St Mary et leur montre la Carte temporelle. Leur entraînement commence et après sept semaines, elle leur demande de préparer leur première mission. Ils doivent se rendre à la Vallée des Rois et identifier des tombes pas encore découvertes à ce jour. Elle nomme Lingoss cheffe de la mission (même si Maxwell reste en réalité leur cheffe).
Le premier jour sur place donne des pistes intéressantes. Cependant le lendemain, une tempête s'annonce à l'horizon, nécessitant le retour de tout le monde à la capsule. Après quelque temps, le déluge démare et Maxwell, Markham, Lingoss, Sykes et Randall n'ont pas réussi à rentrer car ce dernier s'est bloqué la jambe dans le sable. La capsule s'en va pour ne pas prendre de risques de dévier le déluge et empêcher le site d'être recouvert de sable, laisant les cinq face à la coulée se déversant sur eux. Désobéissant aux ordres de Maxwell, Lingoss et Sykes permettent à Randall de survivre en attendant la fin de la tempête. Ils sont finalement secourus peu après et retournent à St Mary.
Markham confia à Max ses suspicions d'un traître au sein de l'institut qui aurait aidé l'ennemi de St Mary Ronan en lui donnant les coordonnées de leur mission à Saint Paul lors du dernier tome. Après avoir cherché parmi les personnes qui ne se sont pas combattus lors la bataille à St Mary, Max soupçonne Rosie Lee. Elle n'est appréciée par personne et semble vivre assez pauvrement. Elle aurait pu accepter une somme par Ronan et continué comme si de rien n'était. Maxwell se jure de la surveiller. Peu après Elspeth Grey rentre à St Mary, silencieuse. Max comprend qu'elle ne veut plus continuer son travail après être passée dix ans dans le passé car tout a changé sans elle. Max lui propose d'aller "découvrir" les tableaux de Boticelli en Italie caché par St Mary et de revenir après avoir réfléchi sur sa décision.
Un incident impliquant la fosse sceptique, des cocktails Molotov et Markham, Randall et Bashford les mena à l'infirmirie. C'est un problème étant donné qu'une nouvelle mission va avoir lieu afin d'étudier la faune et la flore du Pléistocène. Sykes est nommée cheffe de la mission. Ils atterrissent proche d'une tribu de Néandertaliens et Homo Sapiens cohabitant. Ils sont exités par cette nouvelle quand les hommes préhistoriques sont partis pour chasser. La tribu se dirige vers un toupeau de mammouths. Ils réussissent à isoler deux jeunes bêtes. Une tombe dans une fosse naturelle tandis que l'autre s'enfuit. Ils dépècent leur proie et retournent à leur camp. De leurs côtés, l'équipe de St Mary rentre mais se retrouve poursuivie par une meute de tigres à dent de sabre. Ils réussissent à rentreren activant un cri sonique. Ils rentrent à St Mary mais quelque chose ne va pas : Lingoss avait abrité le second mammouth dans la capsule et ils l'ont ramené dans le présent. Sykes propose de cacher l'animal chez le professeur Rapson et d'envoyer la bête dans un centre de recherche russe visant à recréer des mammouths grâce à leur ADN.
Après cet incident qui aurait pu leur causé de gros problèmes, Maxwell choisit de parler à ses recrues de la Police du Temps, l'organisation qui vise à maintenir la stabilité de l'Histoire et leur demande de réfléchir aux conséquences de leurs actions. Plus tard, ils arrivent dans le bureau de Maxwell et s'excuse. Lingoss demande aussi à pouvoir être transférée au R&D.
La prochaine mission consiste à rencontrer Hérodote, le premier historien. Arrivés sur les lieux, ils observent l'homme en train de rédiger lorsqu'ils l'entendent jurer en anglais à un chat. Il leur explique que c'était un historien qui a été abandonné lors d'une mission durant laquelle son équipe avait cru qu'il était mort. Il pense qu'ils viennent le ramener dans le présent pour être jugé par la Police du Temps. Il fait alors emprisonner les recrues pour vol. Max et Leon arrivent à les sauver avec la méthode St Mary : le toit de la maison a brûlé et une fois sauvée, North se rua pour tabasser Hérodote à cause de qui sa mission était devenu un fiasco. Ils sont rentrés en laissant la panique derrière eux.
Maxwell faisait passer des entretiens à ses recrues quand ils furent dérangés par Prentiss, Lingoss et Bashford qui tentaient de vérifier la plausibilité d'une rumeur concernant la naissance Jacques François Édouard Stuart. Il serait un enfant imposteur introduit dans la chambre royale à l'aide d'une bassinoire. Lingoss essaye également de répliquer l'inhumation de Guillaume le Conquérant avec un cochon. Son corps était trop grand pour le cercueil et en forçant ils ont explosé son ventre. Les recrues ont participé à divers missions comme un raid Viking ou la remise des clefs de la ville de Grenade à Ferdinand II et Isabelle Ire après la Reconquista.
Guthrie force Maxwell à participer à l'entraînement de survie en milieux hostiles auquel elle ne participe jamais. Une fois lâchée au milieu de nulle part, elle tombe sur une voiture qui la ramène à Rushford où elle arrive à rentrer à St Mary avant même Guthrie. Tout le monde s'attendait à ne pas la revoir avant des semaines. En rentrant dans son bureau, Max découvrit Rosie Lee en train de pleurer. Elle lui expliqua qu'elle s'était disputée avec David Sands avec qui elle était en couple. Max décida de chercher des réponses à ses soupçons à propos du rôle de Lee dans les problèmes de St Mary. Elle lui a demandé la raison de son absence à la bataille de St Mary. Elle lui avoua qu'elle avait un enfant nommé Benjamin dont elle était allée s'occuper. Après la discussion, Max élimina Rosie de la liste des suspects et lui conseilla de parler à Sands.
Maxwell choisit de partir dans une mission des morts violentes en filmant la mort de Jeanne d'Arc. Ils observaient Jeanne crier sur le bûcher lorsque Randall sortit avec son arme de la capsule. Peterson est alors parti le chercher avant qu'il commette une grave erreur. Après un moment, Jeanne se tue, morte sans qu'ils sachent si Randall avait tiré. C'est à ce moment que la Police du Temps sous les ordres du capitaine Ellis arriva. Il interrogea Max sur la raison de leur présence à cet endroit. Elle essayait de se débarrasser d'eux avant que Randall et Peterson ne reviennent. Ils finirent par s'en aller après que Sykes eut vomi sur la console entière à cause de l'odeur du bûcher. Tandis que l'execution tournait en émeute, Randall et Peterson revinrent en sang, gravement blessés. Randall respirait difficilement et Peterson avait son bras entaillé jusqu'à l'os. L'extraction d'urgence ne se lança pas car une lame était plantée dans Randall. L'enlever le tuerait mais c'était le seul choix s'ils voulaient sauvé Peterson. Ils sont rentrés mais Randall était déjà mort et Peterson risquait de perdre son bras selon Helen. Finalement, il ouvrit les yeux et Max le laissa avec Helen.
Dans son testament, Randall avouait qu'il était celui qui avait donné les informations à Ronan. Il lui avait promis que personne ne serait blessé et qu'il recevrait de l'argent. Ronan lui mentit en réalité. La raison pour laquelle Randall avait accepté était pour donner l'argent à une personne qu'il avait paralysé dans sa jeunesse. Afin d'aider à la rééducation de Peterson, Markham lui enseigna ces techniques de dégrafage de soutien-gorges à une seule main. Bien que la méthode de Markham est discutable, elle permettait néanmoins de faire du bien à Peterson.
Pour leur dernière mission, les apprentis de Maxwell allaient assister à l'inauguration du pont suspendu de Clifton. Tout se passa excellemment jusqu'à ce que Hoyle dégaine un pistolet avant qu'ils rentrent à St Mary. Il souhaite se rendre à la bataille de Bosworth car il est le descendant de Richard III. Il sort de la capsule avec son arme. Max et Markham le suivent pour éviter qu'il tue Henri Tudor et qu'il change l'Histoire. Ils sont dans un marécage et arrivent à le neutraliser. Toutefois il s'échappe mais se fait écraser par des chevaux. Ils le laissent voir la mort du roi et le ramène à la capsule. Ils font ensuite un saut pour tracer le "r" qui permettra de trouver le corps de Richard III  dans le parking de Greyfriars et finalement retournent sur le champ de bataille pour y laisser le corps de Hoyle.
On apprend que la découverte des tableaux s'est bien passé. Maxwell finit par rentrer dans sa chambre pour annoncer à Leon que Bairstow va être parrain en sous-entendant qu'elle est enceinte.